# Krytosemenné
Krytosemenné (Magnoliophyta, někdy též Angiospermae) je botanické oddělení z říše rostlin, jehož zástupci vytvářejí plody, v nichž jsou skryta semena – proto krytosemenné. Další charakteristická vlastnost krytosemenných je tvorba květů (definovaných jako výhony omezeného růstu vybavené pestíky, tyčinkami a květními obaly), pročež jsou někdy označovány také jako kvetoucí rostliny. Plody vznikají právě vyzráváním stěn semeníku, což je část pestíku obsahující vajíčka. Ve vajíčcích se u krytosemenných vytváří miniaturní samičí gametofyt nazývaný zárodečný vak, nejčastěji je osmijaderný. Také samčí gametofyt, pylové zrno, je extrémně redukovaný, v době uvolnění z tyčinek je většinou dvoujaderný, v době oplození zárodečného vaku je tříjaderný. Jde o nejvíce redukované gametofyty v rámci rostlin. Spermatické buňky navíc postrádají bičíky a jsou do zárodečného vaku dopraveny v tzv. pylové láčce, která prorůstá pletivy pestíku k vajíčku. Dalším znakem krytosemenných je tzv. dvojité oplození: zárodečný vak je oplozen dvěma spermatickými buňkami. Jedna splývá s vaječnou buňkou za vzniku standardní diploidní zygoty, druhá se dvěma jádry v centru zárodečného vaku – tak vzniká endosperm, triploidní zásobní pletivo v semeni. Vodivá pletiva krytosemenných mají pokročilejší stavbu než u jiných rostlin: sítkové buňky jsou nahrazeny sítkovicemi a cévice jsou doplněny cévami (cévy se ale nevyskytují u dřevin druhu Amborella trichopoda, který je sesterským taxonem všech ostatních krytosemenných).
Mezi krytosemenné patří asi 350 000 druhů, jde o nejpočetnější oddělení rostlin.
Dlouho se předpokládalo, že vznikly až v triasu nebo juře (ačkoliv nejstarší prokazatelné makrofosilie pocházejí až z rané křídy zhruba z doby před 135 miliony let). Studie z roku 2022 na základě 100 milionů let starých fosilií předpokládá, že první zástupci řešetlákovitých, tedy jedné ze skupin vyšších dvouděložných, se objevili již na konci prvohorního permu, téměř před 260 miliony let, což by podstatným způsobem posouvalo vznik krytosemenných do minulosti. Dnes jsou krytosemenné dominantní skupinou suchozemských rostlin.

## Charakteristika

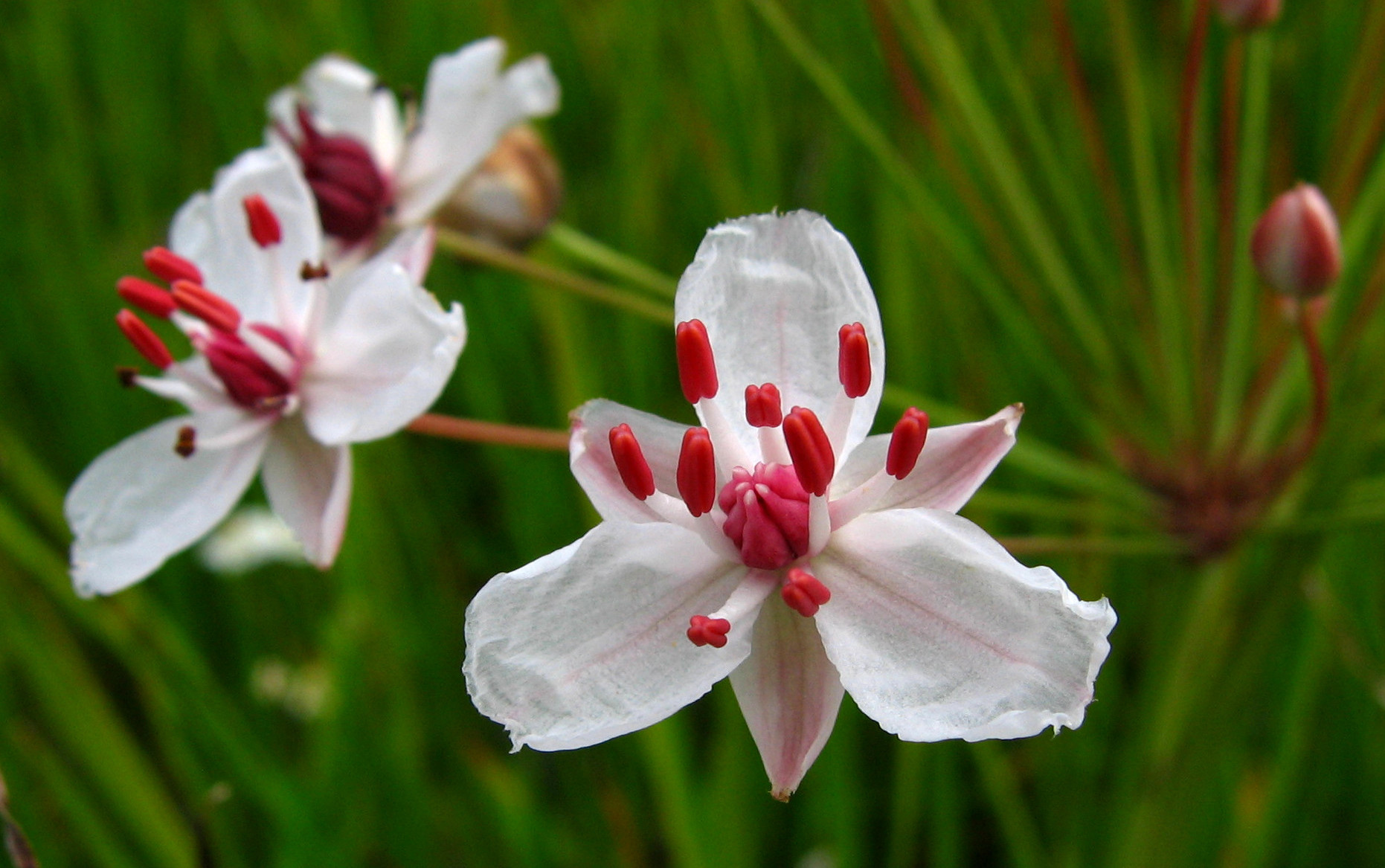
Šmel okoličnatý má pravidelné trojčetné květy s květními obaly rozlišenými na kalich a korunu, se třemi kruhy tyčinek a s šesti nesrůstajícími karpely (jednoplodolistovými pestíky) v centru; na tyčinkách jsou patrná čtyři prašná pouzdra

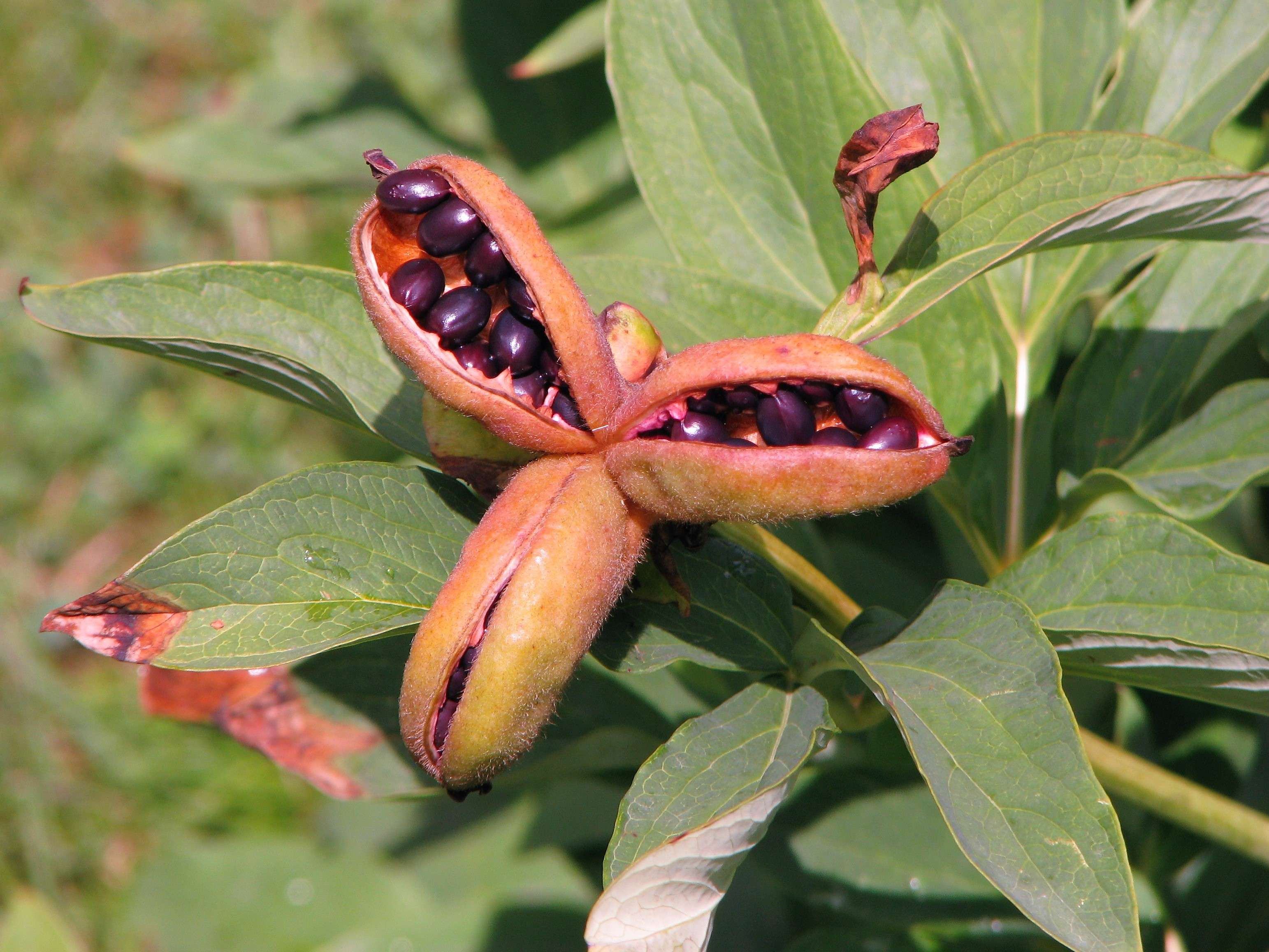
Měchýřek je velmi jednoduše stavěný plod, který lze chápat jako vyzrálý svinutý karpel obsahující semena vzniklá z vajíček, která se nacházela na jeho relativně volně srostlých okrajích; na obr. pukající měchýřky pivoňky lékařské

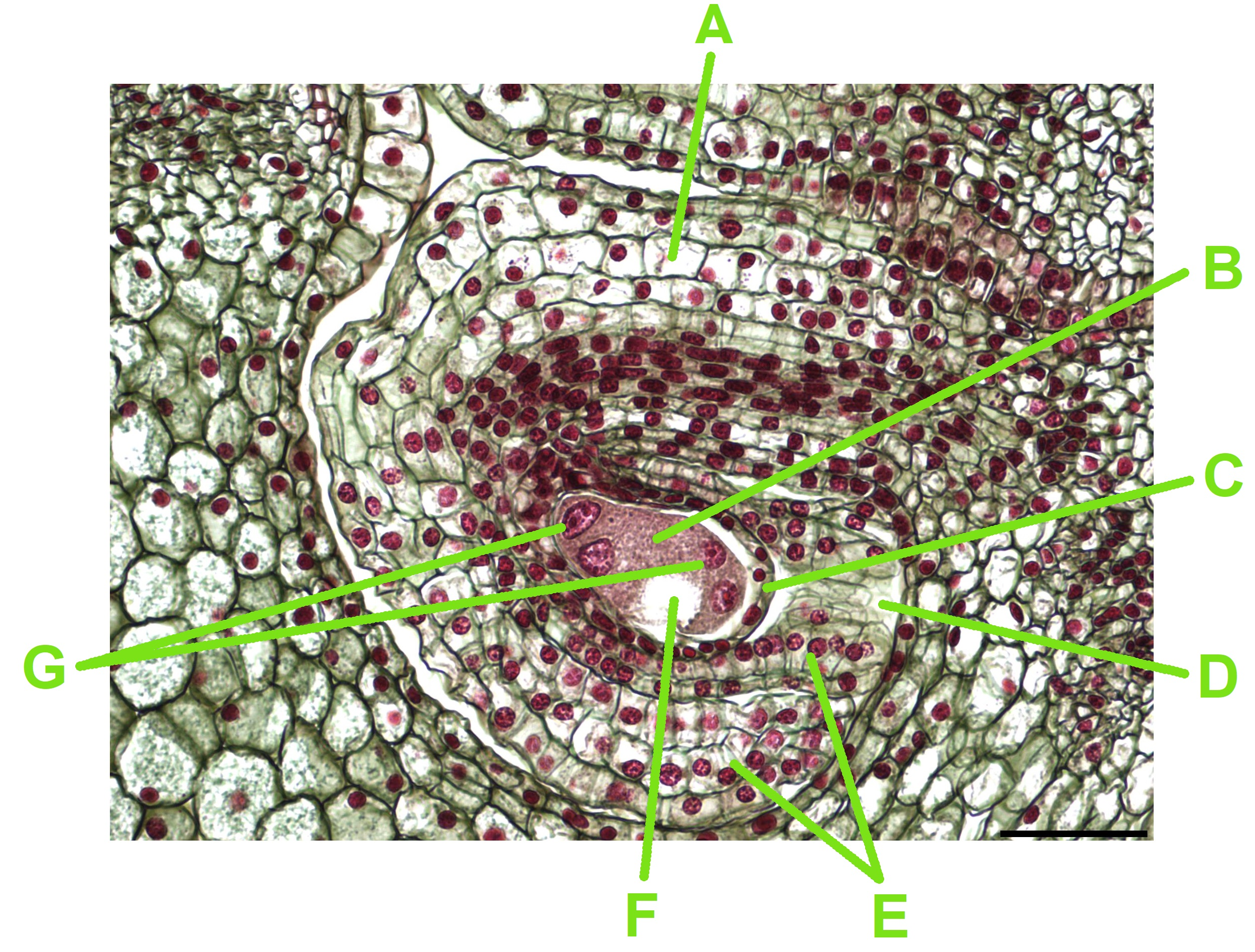
Mikroskopický preparát vajíčka lilie s mladým čtyřjaderným gametofytem (ve zralém stavu je osmijaderný). A – poutko vajíčka; B – mladý gametofyt (zárodečný vak); C – nucellus; D – mikropyle; E – vnitřní a vnější vaječný obal; F – vakuola; G – jádra gametofytu

Krytosemenné rostliny jsou druhově nejpočetnějším a evolučně nejplastičtějším oddělením rostlin. Celkový počet druhů lze jen odhadovat, odhad počtu vědecky popsaných druhů založený zejména na identifikaci synonymních jmen v rámci jednotlivých čeledí vede k výsledku asi 350 000 druhů, ale jiné podobné studie dospěly i k necelým 300 000 nebo ke skoro 370 000 popsaných druhů. Asi 10–20 procent druhů je zatím patrně nepopsaných. Krytosemenné osidlují nejrůznější prostředí od tropů až po polární oblasti. Přes obrovskou různorodost sdílejí krytosemenné řadu společných odvozených znaků (synapomorfií) souvisejících většinou s rozmnožováním, které tuto skupinu dobře charakterizují a odlišují od ostatních rostlin. Zde je jejich seznam:
- Zřejmě nejnápadnější z evolučních inovací krytosemenných je tvorba květů, tedy modifikovaných výhonů s omezeným růstem, které nesou silně modifikované listy s přímým či nepřímým podílem na rozmnožování: uprostřed jsou to samičí pestíky, kolem nich samčí tyčinky a vně sterilní květní obaly, jejichž původní rolí je lákání hmyzích opylovačů. Variabilita ve stavbě květů je však obrovská a různé květní orgány mohou být modifikovány, zmnoženy či redukovány. S variabilitou stavby květů je spojena i variabilita způsobů, jak zajistit opylení: různými skupinami hmyzu, jinými živočichy, větrem atd. Kvůli tvorbě květů jsou často krytosemenné označovány jako kvetoucí rostliny.[1]
- Specifickou stavbu mají u krytosemenných rostlin plodolisty (karpely) tvořící pestíky. Podél hřbetního cévního svazku jsou složeny či svinuty a uvnitř uzavírají a chrání vajíčka; ta tak nejsou z vnějšku přímo přístupná, a to ani pylu. Pyl je zachycován specializovanou horní částí pestíku, bliznou, odkud musí prorůst skrze čnělku až do části pestíku obsahující vajíčka, do semeníku. Plodolisty v květu mohou tvořit samostatné pestíky nebo srůstat.
- Vajíčka v semeníku jsou vybavena dvěma obaly čili integumenty (u nahosemenných nacházíme jen jediný obal). V typickém případě je pletivné jádro vajíčka (nucellus) integumenty takřka kompletně obaleno až na jediný pór v obalech, tzv. mikropyle, kudy může pronikat pylová láčka má-li vajíčko oplodnit. Oba obaly se později podílejí na tvorbě osemení. U některých krytosemenných (např. u většiny lipnicotvarých nebo hvězdnicotvarých) může být jedna z obalných vrstev redukována a vajíčka jsou pak jednoobalná.
- Samičí gametofyt, který se vyvíjí v nucellu vajíčka, je velmi redukován na tzv. zárodečný vak, nejčastěji sedmibuněčný útvar vybavený osmi haploidními jádry. Vzniká po dvou kolech mitotického dělení z haploidní spory, která v nucellu vajíčka vznikla z jedné z buněk meiotickým dělením (tři její sesterské buňky přitom zanikly). Zárodečný vak má dvě centrální jádra, na jednom z jeho pólů se nachází vaječná buňka doprovázená dvěma podpůrnými buňkami (synergidami), na druhém pólu jsou tři protistojné buňky (antipody). Tento typ zárodečného vaku (tzv. typ Polygonum) je v rámci krytosemenných nejhojnější, ale variabilita v utváření zárodečného vaku je značná (může vznikat odlišným způsobem, některá jádra mohou mít odlišnou ploidii, může být i čtyř- nebo šestnáctijaderný). Za ancestrální (výchozí) typ je považován čtyřjaderný zárodečný vak, který lze nalézt u zástupců bazálních řádů leknínotvaré a Austrobaileyales.
- Po úspěšném oplození, paralelně se zráním semen, vyzrávají také stěny semeníku a nakonec vytvářejí plod chránící semena a přispívající k jejich šíření. Právě tvorba plodů uzavírajících uvnitř semena dala celé skupině jméno krytosemenné rostliny. Evoluční plasticita různých typů plodů umožnila krytosemenným využívat nejrůznější způsoby jejich rozšiřování od pasivního šíření větrem či vodou přes šíření prostřednictvím živočichů po aktivní vymršťování semen.
- Také samčí pohlavní orgány v květu, tedy tyčinky, jsou apomorfií krytosemenných. Jde o modifikované mikrosporofyly nesoucí dva symetricky uložené páry mikrosporangií. Mikrosporangia jsou nazývána prašná pouzdra, jejich páry pak prašné váčky. V typickém případě jsou prašné váčky propojeny spojidlem, které navazuje na nitku.
- Samčí gametofyt (pylové zrno) je extrémně redukován na dvoubuněčný, po úspěšném opylení tříbuněčný útvar. U krytosemenných je pyl produkován ve formě pylových zrn obsahujících větší vegetativní buňku a v ní obsaženou generativní buňku. Po opylení vytvoří vegetativní buňka pylovou láčku a generativní buňka se mitoticky rozdělí na dvě buňky spermatické. Vzácně je pylové zrno tříbuněčné již po uvolnění z tyčinek. Spermatické buňky zcela postrádají bičíky a k samičímu gametofytu, kde se obě uplatní při oplodnění, jsou dopraveny rostoucí pylovou láčkou. Mezi opylením a oplozením uběhne u krytosemenných jen jeden či několik málo dnů, což je mnohem kratší doba než u jehličnanů, u nichž se nezávisle také vyvinuly nepohyblivé spermatické buňky. V jejich případě může nastat oplození i déle než rok po opylení.
- U krytosemenných dochází k dvojitému oplození: jedna ze dvou spermatických buněk dopravených do zárodečného vaku pylovou láčkou splývá s vaječnou buňkou za vzniku diploidní zygoty, druhá splývá se dvěma centrálními jádry zárodečného vaku. Vzniká tak triploidní buňka, která se mnohonásobně mitoticky dělí, čímž se vytváří endosperm, zásobní pletivo bohaté škrobem, oleji či proteiny, které vyživuje klíčící embryo. Také u liánovců a chvojníků (ne však u welwitschie) splynou dvě spermatická jádra se dvěma jádry samičího gametofytu a lze tedy hovořit o dvojitém oplození. V tomto případě však vznikají dvě diploidní zygoty, z nichž se započnou vytvářet embrya. Jedno z nich však brzy zakrní a zanikne.[11]
- Na rozdíl od ostatních rostlin nemají krytosemenné ve floému sítkové buňky, ale sítkovice, které na sebe navazují rozsáhlejší plochou svých sítek. Sítkovice jsou v těsném kontaktu se svými doprovodnými buňkami, které pocházejí ze stejné mateřské buňky.

Dalším znakem, který nacházíme u drtivé většiny krytosemenných, je přítomnost cév v xylému (mají tzv. heteroxylické dřevo, kde kromě cévic jsou i cévy). Tento znak ale postrádají nejbazálnější skupiny: Amborella cévy ve dřevě nemá (má homoxylické dřevo) a výskyt cév u leknínotvarých je sporný – pouze v kořenech mají vodivé elementy na pomezí mezi cévicemi a pravými cévami. Cévy tedy nelze považovat za synapomorfii všech krytosemenných, ale pouze jejich podskupiny, i když druhově zcela dominantní (jestliže jsou zmíněné útvary v kořenech některých leknínotvarých primitivní nebo redukované cévy, pak jde o synapomorfii všech krytosemenných kromě jediného druhu – amborelly). U některých krytosemenných byly cévy redukovány druhotně, např. u zástupců čeledi winterovité.

Schéma rodozměny krytosemenných rostlin (blíže viz text)

### Rodozměna
Tak jako ostatní vyšší rostliny, i krytosemenné během svého životního cyklu prodělávají rodozměnu, procházejí stádiem diploidního mnohobuněčného sporofytu a haploidního mnohobuněčného gametofytu. Stádium sporofytu u nich zcela dominuje, gametofyt je mikroskopický a neschopný samostatné existence, stejně jako u dalších semenných rostlin. U krytosemenných je ale redukce gametofytu nejvýraznější.
Pohlavní orgány sporofytu jsou soustředěny do květu. Zde se nacházejí modifikované listy (sporofyly) nesoucí sporangia, v nichž jsou meioticky produkovány haploidní spory. Spory však neopouštějí rostlinu a mitoticky se dělí za vzniku gametofytu. Gametofyty jsou odděleného pohlaví a i sporofyly, kde vznikají, jsou pohlavně rozlišené. Útvary a orgány spojované se samčím pohlavím gametofytu nesou předponu mikro-, samičí předponu mega-. Jednotlivé plodolisty pestíku tak odpovídají megasporofylům, tyčinky jsou modifikované mikrosporofyly. Místem, kde v tyčince probíhá meiotické dělení, je mikrosporangium nazývané prašný váček, odpovídajícím útvarem (megasporangiem) v semeníku je nucellus vajíčka. Mikrospory (nezralá pylová zrna) vznikají po čtyřech a rozdělením na vegetativní a generativní buňku se stávají mladým dvoubuněčným mikrogametofytem. Megaspora je typicky (ale ne vždy) vyprodukována z mateřské buňky jen jedna a dělí se za vzniku megagametofytu (zárodečného vaku). Po opylení, tedy přenesení pylu na bliznu kompatibilní rostliny, pylové zrnko klíčí – vegetativní buňka začne pylovou láčkou prorůstat směrem k vajíčkům a megagametofytům v nich. Generativní buňka pylu se mezitím rozdělí na dvě buňky spermatické, které po dosažení zárodečného vaku splynou s vaječnou buňkou resp. se dvěma centrálními jádry zárodečného vaku. Během tohoto dvojitého oplození vznikne diploidní zygota a triploidní pletivo zvané endosperm, které má v semeni zásobní funkci. Ještě během dozrávání semen na mateřské rostlině ze zygoty vzniká mnohobuněčné embryo, které je u krytosemenných původně vybaveno dvěma dělohami. U jednoděložných je však děloha jen jedna.

## Evoluce

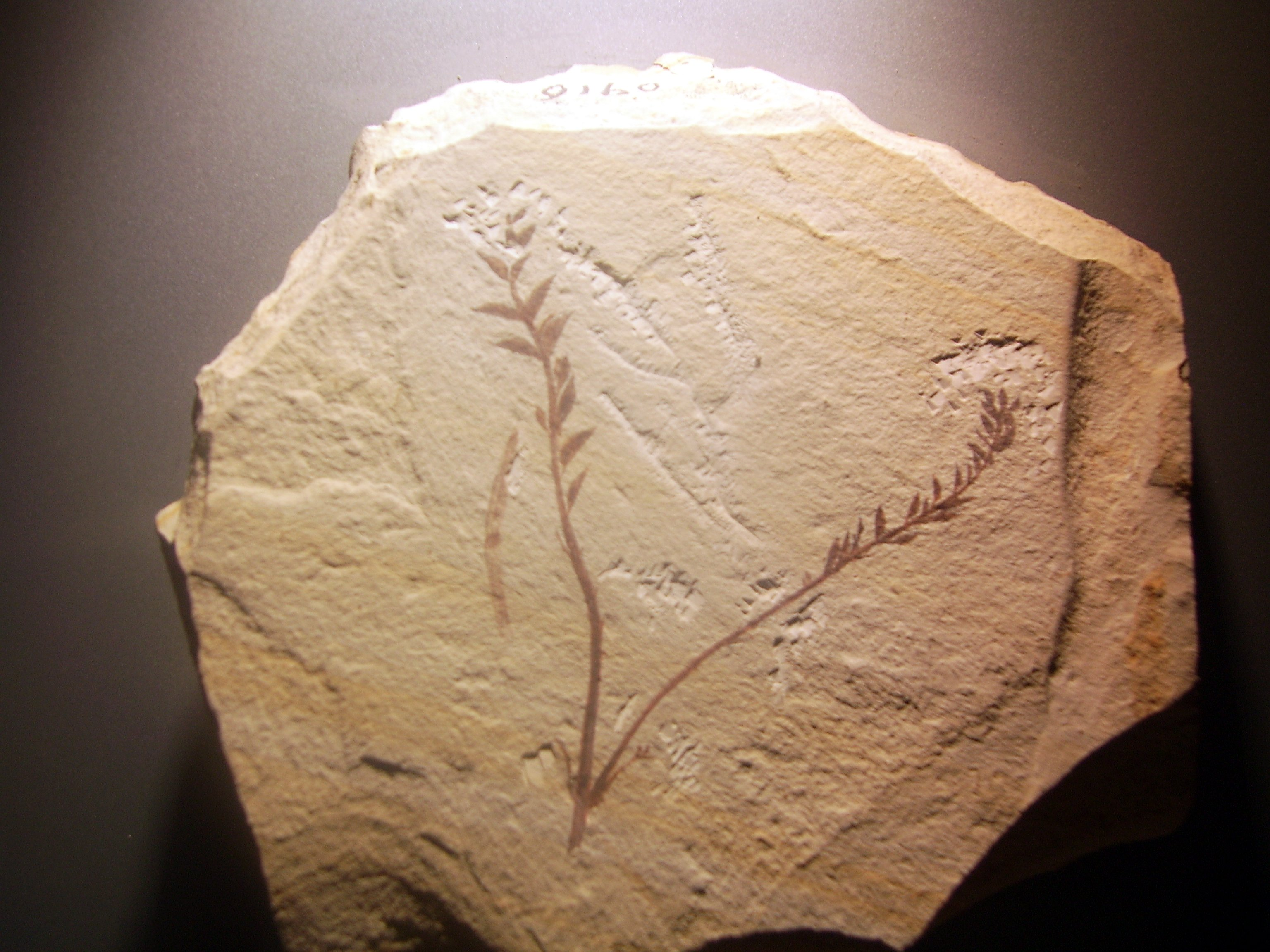
Rostlina Archaefructus (z rané křídy)

První spolehlivé nálezy krytosemenných rostlin se datují do období jury až křídy, tedy ke konci druhohor, byly však nalezeny fosilie pylových zrn krytosemenného typu již z triasu, 240 milionů let staré. Není jasné, v jakém prostředí se vznik krytosemenných odehrál – podle některých vědců na vlhkých pláních, kde jim nestínily nahosemenné dřeviny, podle jiných naopak v suchých oblastech, kde měly výhodu rostliny se semeny ukrytými v obalu. Předkem krytosemenných mohly být některé kapraďosemenné (Pteridospermophyta) nebo možná benetity (Bennettitales), v této otázce ale zatím není příliš jasno. Prokazatelné fosilní pozůstatky krytosemenných jsou známé již z období jury. Nejstarší dobře rozeznatelné fosilní exempláře krytosemenných rostlin pocházejí z období rané křídy, například z geologického souvrství Yixian v Číně (stáří asi 130 až 120 milionů let). V době před 120 až 80 miliony let začaly krytosemenné rostliny postupně ekologicky vytlačovat nahosemenné, a to zejména v delších obdobích snížených globálních teplot.
Představy o prvních krytosemenných rostlinách jsou velmi různé. Na přelomu 19. a 20. století byla populární euanthiová teorie, podle níž měly první krytosemenné rostliny oboupohlavný květ tvořený mimo jiné kalichem, korunou, pestíkem a tyčinkami. V té době však také vznikla pseudanthiová teorie, podle níž byly první květy krytosemenných drobné, jednopohlavné a v květenstvích (jehnědách). Tachtadžjan a Cronquist, slavní systematikové, měli ještě jiný obrázek o primitivní krytosemenné rostlině – podobala se šácholanu (Magnolia), měla oboupohlavné květy s málo rozlišeným okvětím. Světlo se do této směsi názorů pokouší vnést až fylogenetický přístup, tedy výzkum DNA: ten přesvědčivě ukazuje, že k primitivních krytosemenných z recentních rostlin patří Amborella, čeleď Chloranthaceae a leknínovité (Nymphaceae).
Objev silicifikovaného kmene rodu Paraphyllanthoxylon z období pozdně křídového turonu (stáří asi 92 milionů let) ze souvrství Mancos Shale na území Utahu dokládá, že velké stromovité krytosemenné rostliny s výškou až 50 metrů a průměrem kmene kolem 1,8 metru rostly na naší planetě již asi o 15 milionů let dříve, než se původně odhadovalo.
Podle výzkumů fosilních květů uchovaných v jantaru si krytosemenné rostliny vytvořily schopnost produkovat vonné látky (atraktanty) pro opylující hmyz již v období druhohorní křídy, asi před 100 miliony lety. Někteří paleontologové se domnívají, že za šířením krytosemenných rostlin v prvních fázích jejich evoluční radiace (v průběhu křídy) stojí do značné míry i tehdejší megaherbivoři, tedy býložraví dinosauři.

## Systém

### Dříve
Krytosemenné jsou monofyletická skupina. V dřívějších taxonomických systémech postavených na základě morfologie a anatomie byly krytosemenné rostliny rozdělovány do dvou tříd:
- jednoděložné (Liliopsida)
- dvouděložné („Magnoliopsida“)[p 1]

Zatímco jednoděložné jsou charakterizovány jedinou dělohou, adventivním kořenovým systémem v důsledku brzkého zániku radikuly, stonky s roztroušenými cévními svazky, absencí sekundárního růstu, listy s paralelní žilnatinou, trojčetnými květy a pylovými zrny obvykle monosulkátními, dvouděložné mají kořenový systém s hlavním kořenem, stonky s cévními svazky v kruhu a často se druhotným tloustnutím, listy se zpeřenou nebo dlanitou žilnatinou a pylovými zrny alespoň primárně trikolpátními.

### Dnes
S nástupem molekulárních analýz jaderné, mitochondriální a plastidové DNA se ukázalo, že třída dvouděložné ve stávajícím pojetí tvoří parafyletickou skupinu, tedy skupinu nezahrnující všechny potomky společného předka. Dnešní mezinárodní kód botanické nomenklatury, postavený na kladistické klasifikaci, však používání nemonofyletických (parafyletických a polyfyletických) taxonů neumožňuje. Proto ani novější rozšíření systému na tři třídy není zcela úplně korektní:
- Liliopsida – jednoděložné
- „Magnoliopsida“[p 1] – nižší dvouděložné
- Rosopsida – vyšší dvouděložné

Monofyletickými skupinami jsou jednoděložné a v rámci dvouděložných pouze tzv. vyšší dvouděložné (Eudicots, třída Rosopsida). Jejich hlavním synapomorfním znakem je trikolpátní pyl. Zbývající parafyletická skupina dvouděložných, označovaná též jako nižší dvouděložné, představuje skupinu 5 starobylých vývojových větví – Amborellales, leknínotvaré (Nymphaeales), Austrobaileyales, Chloranthales, růžkatcotvaré (Ceratophyllales) a větev označovanou v APG III systému jako Magnoliids a zahrnující řády Canellales, vavřínotvaré (Laurales), šácholanotvaré (Magnoliales) a pepřotvaré (Piperales). Používaná třída nižší dvouděložné neboli „Magnoliopsida“, označující tuto skupinu vývojových větví, není v souladu s mezinárodními pravidly botanické nomenklatury. Zjednodušeně řečeno, původní taxon „Magnoliopsida“ (který zahrnoval všechny dvouděložné) byl „zmenšen“ o monofylum Rosopsida, zůstává však stále parafyletický.

### Vývojový strom
Podle systému APG IV, zahrnuty jsou pouze recentní skupiny.
|                        | kanelotvaré (Canellales) |
|                        |                          |
| pepřotvaré (Piperales) | ►                        |
|                        | ►                        |

|  | vavřínotvaré (Laurales)      |
|  |                              |
|  | šácholanotvaré (Magnoliales) |
|  |                              |

|                        | kanelotvaré (Canellales) |
|                        |                          |
| pepřotvaré (Piperales) | ►                        |
|                        | ►                        |

|  | vavřínotvaré (Laurales)      |
|  |                              |
|  | šácholanotvaré (Magnoliales) |
|  |                              |

|                        | kanelotvaré (Canellales) |
|                        |                          |
| pepřotvaré (Piperales) | ►                        |
|                        | ►                        |

|  | vavřínotvaré (Laurales)      |
|  |                              |
|  | šácholanotvaré (Magnoliales) |
|  |                              |

|                        | kanelotvaré (Canellales) |
|                        |                          |
| pepřotvaré (Piperales) | ►                        |
|                        | ►                        |

|  | vavřínotvaré (Laurales)      |
|  |                              |
|  | šácholanotvaré (Magnoliales) |
|  |                              |

| jednoděložné (Monocots, Liliopsida)     | ► |
|                                         | ► |
|                                         | \| \| růžkatcotvaré (Ceratophyllales) \| \| \| \| \| vyšší dvouděložné (Eudicots, Rosopsida) \| ► \| \| \| ► \| |
|                                         | |
|                                         | růžkatcotvaré (Ceratophyllales)                                                                                 |
|                                         | |
| vyšší dvouděložné (Eudicots, Rosopsida) | ► |
|                                         | ► |

|                                         | růžkatcotvaré (Ceratophyllales) |
|                                         |                                 |
| vyšší dvouděložné (Eudicots, Rosopsida) | ►                               |
|                                         | ►                               |

|                        | kanelotvaré (Canellales) |
|                        |                          |
| pepřotvaré (Piperales) | ►                        |
|                        | ►                        |

|  | vavřínotvaré (Laurales)      |
|  |                              |
|  | šácholanotvaré (Magnoliales) |
|  |                              |

|                        | kanelotvaré (Canellales) |
|                        |                          |
| pepřotvaré (Piperales) | ►                        |
|                        | ►                        |

|  | vavřínotvaré (Laurales)      |
|  |                              |
|  | šácholanotvaré (Magnoliales) |
|  |                              |

|                        | kanelotvaré (Canellales) |
|                        |                          |
| pepřotvaré (Piperales) | ►                        |
|                        | ►                        |

|  | vavřínotvaré (Laurales)      |
|  |                              |
|  | šácholanotvaré (Magnoliales) |
|  |                              |

|                        | kanelotvaré (Canellales) |
|                        |                          |
| pepřotvaré (Piperales) | ►                        |
|                        | ►                        |

|  | vavřínotvaré (Laurales)      |
|  |                              |
|  | šácholanotvaré (Magnoliales) |
|  |                              |

| jednoděložné (Monocots, Liliopsida)     | ► |
|                                         | ► |
|                                         | \| \| růžkatcotvaré (Ceratophyllales) \| \| \| \| \| vyšší dvouděložné (Eudicots, Rosopsida) \| ► \| \| \| ► \| |
|                                         | |
|                                         | růžkatcotvaré (Ceratophyllales)                                                                                 |
|                                         | |
| vyšší dvouděložné (Eudicots, Rosopsida) | ► |
|                                         | ► |

|                                         | růžkatcotvaré (Ceratophyllales) |
|                                         |                                 |
| vyšší dvouděložné (Eudicots, Rosopsida) | ►                               |
|                                         | ►                               |

|                        | kanelotvaré (Canellales) |
|                        |                          |
| pepřotvaré (Piperales) | ►                        |
|                        | ►                        |

|  | vavřínotvaré (Laurales)      |
|  |                              |
|  | šácholanotvaré (Magnoliales) |
|  |                              |

|                        | kanelotvaré (Canellales) |
|                        |                          |
| pepřotvaré (Piperales) | ►                        |
|                        | ►                        |

|  | vavřínotvaré (Laurales)      |
|  |                              |
|  | šácholanotvaré (Magnoliales) |
|  |                              |

|                        | kanelotvaré (Canellales) |
|                        |                          |
| pepřotvaré (Piperales) | ►                        |
|                        | ►                        |

|  | vavřínotvaré (Laurales)      |
|  |                              |
|  | šácholanotvaré (Magnoliales) |
|  |                              |

|                        | kanelotvaré (Canellales) |
|                        |                          |
| pepřotvaré (Piperales) | ►                        |
|                        | ►                        |

|  | vavřínotvaré (Laurales)      |
|  |                              |
|  | šácholanotvaré (Magnoliales) |
|  |                              |

| jednoděložné (Monocots, Liliopsida)     | ► |
|                                         | ► |
|                                         | \| \| růžkatcotvaré (Ceratophyllales) \| \| \| \| \| vyšší dvouděložné (Eudicots, Rosopsida) \| ► \| \| \| ► \| |
|                                         | |
|                                         | růžkatcotvaré (Ceratophyllales)                                                                                 |
|                                         | |
| vyšší dvouděložné (Eudicots, Rosopsida) | ► |
|                                         | ► |

|                                         | růžkatcotvaré (Ceratophyllales) |
|                                         |                                 |
| vyšší dvouděložné (Eudicots, Rosopsida) | ►                               |
|                                         | ►                               |

|                        | kanelotvaré (Canellales) |
|                        |                          |
| pepřotvaré (Piperales) | ►                        |
|                        | ►                        |

|  | vavřínotvaré (Laurales)      |
|  |                              |
|  | šácholanotvaré (Magnoliales) |
|  |                              |

|                        | kanelotvaré (Canellales) |
|                        |                          |
| pepřotvaré (Piperales) | ►                        |
|                        | ►                        |

|  | vavřínotvaré (Laurales)      |
|  |                              |
|  | šácholanotvaré (Magnoliales) |
|  |                              |

|                        | kanelotvaré (Canellales) |
|                        |                          |
| pepřotvaré (Piperales) | ►                        |
|                        | ►                        |

|  | vavřínotvaré (Laurales)      |
|  |                              |
|  | šácholanotvaré (Magnoliales) |
|  |                              |

|                        | kanelotvaré (Canellales) |
|                        |                          |
| pepřotvaré (Piperales) | ►                        |
|                        | ►                        |

|  | vavřínotvaré (Laurales)      |
|  |                              |
|  | šácholanotvaré (Magnoliales) |
|  |                              |

| jednoděložné (Monocots, Liliopsida)     | ► |
|                                         | ► |
|                                         | \| \| růžkatcotvaré (Ceratophyllales) \| \| \| \| \| vyšší dvouděložné (Eudicots, Rosopsida) \| ► \| \| \| ► \| |
|                                         | |
|                                         | růžkatcotvaré (Ceratophyllales)                                                                                 |
|                                         | |
| vyšší dvouděložné (Eudicots, Rosopsida) | ► |
|                                         | ► |

|                                         | růžkatcotvaré (Ceratophyllales) |
|                                         |                                 |
| vyšší dvouděložné (Eudicots, Rosopsida) | ►                               |
|                                         | ►                               |

|                        | kanelotvaré (Canellales) |
|                        |                          |
| pepřotvaré (Piperales) | ►                        |
|                        | ►                        |

|  | vavřínotvaré (Laurales)      |
|  |                              |
|  | šácholanotvaré (Magnoliales) |
|  |                              |

|                        | kanelotvaré (Canellales) |
|                        |                          |
| pepřotvaré (Piperales) | ►                        |
|                        | ►                        |

|  | vavřínotvaré (Laurales)      |
|  |                              |
|  | šácholanotvaré (Magnoliales) |
|  |                              |

|                        | kanelotvaré (Canellales) |
|                        |                          |
| pepřotvaré (Piperales) | ►                        |
|                        | ►                        |

|  | vavřínotvaré (Laurales)      |
|  |                              |
|  | šácholanotvaré (Magnoliales) |
|  |                              |

|                        | kanelotvaré (Canellales) |
|                        |                          |
| pepřotvaré (Piperales) | ►                        |
|                        | ►                        |

|  | vavřínotvaré (Laurales)      |
|  |                              |
|  | šácholanotvaré (Magnoliales) |
|  |                              |

| jednoděložné (Monocots, Liliopsida)     | ► |
|                                         | ► |
|                                         | \| \| růžkatcotvaré (Ceratophyllales) \| \| \| \| \| vyšší dvouděložné (Eudicots, Rosopsida) \| ► \| \| \| ► \| |
|                                         | |
|                                         | růžkatcotvaré (Ceratophyllales)                                                                                 |
|                                         | |
| vyšší dvouděložné (Eudicots, Rosopsida) | ► |
|                                         | ► |

|                                         | růžkatcotvaré (Ceratophyllales) |
|                                         |                                 |
| vyšší dvouděložné (Eudicots, Rosopsida) | ►                               |
|                                         | ►                               |

|                        | kanelotvaré (Canellales) |
|                        |                          |
| pepřotvaré (Piperales) | ►                        |
|                        | ►                        |

|  | vavřínotvaré (Laurales)      |
|  |                              |
|  | šácholanotvaré (Magnoliales) |
|  |                              |

|                        | kanelotvaré (Canellales) |
|                        |                          |
| pepřotvaré (Piperales) | ►                        |
|                        | ►                        |

|  | vavřínotvaré (Laurales)      |
|  |                              |
|  | šácholanotvaré (Magnoliales) |
|  |                              |

|                        | kanelotvaré (Canellales) |
|                        |                          |
| pepřotvaré (Piperales) | ►                        |
|                        | ►                        |

|  | vavřínotvaré (Laurales)      |
|  |                              |
|  | šácholanotvaré (Magnoliales) |
|  |                              |

|                        | kanelotvaré (Canellales) |
|                        |                          |
| pepřotvaré (Piperales) | ►                        |
|                        | ►                        |

|  | vavřínotvaré (Laurales)      |
|  |                              |
|  | šácholanotvaré (Magnoliales) |
|  |                              |

| jednoděložné (Monocots, Liliopsida)     | ► |
|                                         | ► |
|                                         | \| \| růžkatcotvaré (Ceratophyllales) \| \| \| \| \| vyšší dvouděložné (Eudicots, Rosopsida) \| ► \| \| \| ► \| |
|                                         | |
|                                         | růžkatcotvaré (Ceratophyllales)                                                                                 |
|                                         | |
| vyšší dvouděložné (Eudicots, Rosopsida) | ► |
|                                         | ► |

|                                         | růžkatcotvaré (Ceratophyllales) |
|                                         |                                 |
| vyšší dvouděložné (Eudicots, Rosopsida) | ►                               |
|                                         | ►                               |

|                        | kanelotvaré (Canellales) |
|                        |                          |
| pepřotvaré (Piperales) | ►                        |
|                        | ►                        |

|  | vavřínotvaré (Laurales)      |
|  |                              |
|  | šácholanotvaré (Magnoliales) |
|  |                              |

|                        | kanelotvaré (Canellales) |
|                        |                          |
| pepřotvaré (Piperales) | ►                        |
|                        | ►                        |

|  | vavřínotvaré (Laurales)      |
|  |                              |
|  | šácholanotvaré (Magnoliales) |
|  |                              |

|                        | kanelotvaré (Canellales) |
|                        |                          |
| pepřotvaré (Piperales) | ►                        |
|                        | ►                        |

|  | vavřínotvaré (Laurales)      |
|  |                              |
|  | šácholanotvaré (Magnoliales) |
|  |                              |

|                        | kanelotvaré (Canellales) |
|                        |                          |
| pepřotvaré (Piperales) | ►                        |
|                        | ►                        |

|  | vavřínotvaré (Laurales)      |
|  |                              |
|  | šácholanotvaré (Magnoliales) |
|  |                              |

| jednoděložné (Monocots, Liliopsida)     | ► |
|                                         | ► |
|                                         | \| \| růžkatcotvaré (Ceratophyllales) \| \| \| \| \| vyšší dvouděložné (Eudicots, Rosopsida) \| ► \| \| \| ► \| |
|                                         | |
|                                         | růžkatcotvaré (Ceratophyllales)                                                                                 |
|                                         | |
| vyšší dvouděložné (Eudicots, Rosopsida) | ► |
|                                         | ► |

|                                         | růžkatcotvaré (Ceratophyllales) |
|                                         |                                 |
| vyšší dvouděložné (Eudicots, Rosopsida) | ►                               |
|                                         | ►                               |

|                        | kanelotvaré (Canellales) |
|                        |                          |
| pepřotvaré (Piperales) | ►                        |
|                        | ►                        |

|  | vavřínotvaré (Laurales)      |
|  |                              |
|  | šácholanotvaré (Magnoliales) |
|  |                              |

|                        | kanelotvaré (Canellales) |
|                        |                          |
| pepřotvaré (Piperales) | ►                        |
|                        | ►                        |

|  | vavřínotvaré (Laurales)      |
|  |                              |
|  | šácholanotvaré (Magnoliales) |
|  |                              |

|                        | kanelotvaré (Canellales) |
|                        |                          |
| pepřotvaré (Piperales) | ►                        |
|                        | ►                        |

|  | vavřínotvaré (Laurales)      |
|  |                              |
|  | šácholanotvaré (Magnoliales) |
|  |                              |

|                        | kanelotvaré (Canellales) |
|                        |                          |
| pepřotvaré (Piperales) | ►                        |
|                        | ►                        |

|  | vavřínotvaré (Laurales)      |
|  |                              |
|  | šácholanotvaré (Magnoliales) |
|  |                              |

| jednoděložné (Monocots, Liliopsida)     | ► |
|                                         | ► |
|                                         | \| \| růžkatcotvaré (Ceratophyllales) \| \| \| \| \| vyšší dvouděložné (Eudicots, Rosopsida) \| ► \| \| \| ► \| |
|                                         | |
|                                         | růžkatcotvaré (Ceratophyllales)                                                                                 |
|                                         | |
| vyšší dvouděložné (Eudicots, Rosopsida) | ► |
|                                         | ► |

|                                         | růžkatcotvaré (Ceratophyllales) |
|                                         |                                 |
| vyšší dvouděložné (Eudicots, Rosopsida) | ►                               |
|                                         | ►                               |

|                        | kanelotvaré (Canellales) |
|                        |                          |
| pepřotvaré (Piperales) | ►                        |
|                        | ►                        |

|  | vavřínotvaré (Laurales)      |
|  |                              |
|  | šácholanotvaré (Magnoliales) |
|  |                              |

|                        | kanelotvaré (Canellales) |
|                        |                          |
| pepřotvaré (Piperales) | ►                        |
|                        | ►                        |

|  | vavřínotvaré (Laurales)      |
|  |                              |
|  | šácholanotvaré (Magnoliales) |
|  |                              |

|                        | kanelotvaré (Canellales) |
|                        |                          |
| pepřotvaré (Piperales) | ►                        |
|                        | ►                        |

|  | vavřínotvaré (Laurales)      |
|  |                              |
|  | šácholanotvaré (Magnoliales) |
|  |                              |

|                        | kanelotvaré (Canellales) |
|                        |                          |
| pepřotvaré (Piperales) | ►                        |
|                        | ►                        |

|  | vavřínotvaré (Laurales)      |
|  |                              |
|  | šácholanotvaré (Magnoliales) |
|  |                              |

| jednoděložné (Monocots, Liliopsida)     | ► |
|                                         | ► |
|                                         | \| \| růžkatcotvaré (Ceratophyllales) \| \| \| \| \| vyšší dvouděložné (Eudicots, Rosopsida) \| ► \| \| \| ► \| |
|                                         | |
|                                         | růžkatcotvaré (Ceratophyllales)                                                                                 |
|                                         | |
| vyšší dvouděložné (Eudicots, Rosopsida) | ► |
|                                         | ► |

|                                         | růžkatcotvaré (Ceratophyllales) |
|                                         |                                 |
| vyšší dvouděložné (Eudicots, Rosopsida) | ►                               |
|                                         | ►                               |

|                        | kanelotvaré (Canellales) |
|                        |                          |
| pepřotvaré (Piperales) | ►                        |
|                        | ►                        |

|  | vavřínotvaré (Laurales)      |
|  |                              |
|  | šácholanotvaré (Magnoliales) |
|  |                              |

|                        | kanelotvaré (Canellales) |
|                        |                          |
| pepřotvaré (Piperales) | ►                        |
|                        | ►                        |

|  | vavřínotvaré (Laurales)      |
|  |                              |
|  | šácholanotvaré (Magnoliales) |
|  |                              |

|                        | kanelotvaré (Canellales) |
|                        |                          |
| pepřotvaré (Piperales) | ►                        |
|                        | ►                        |

|  | vavřínotvaré (Laurales)      |
|  |                              |
|  | šácholanotvaré (Magnoliales) |
|  |                              |

|                        | kanelotvaré (Canellales) |
|                        |                          |
| pepřotvaré (Piperales) | ►                        |
|                        | ►                        |

|  | vavřínotvaré (Laurales)      |
|  |                              |
|  | šácholanotvaré (Magnoliales) |
|  |                              |

| jednoděložné (Monocots, Liliopsida)     | ► |
|                                         | ► |
|                                         | \| \| růžkatcotvaré (Ceratophyllales) \| \| \| \| \| vyšší dvouděložné (Eudicots, Rosopsida) \| ► \| \| \| ► \| |
|                                         | |
|                                         | růžkatcotvaré (Ceratophyllales)                                                                                 |
|                                         | |
| vyšší dvouděložné (Eudicots, Rosopsida) | ► |
|                                         | ► |

|                                         | růžkatcotvaré (Ceratophyllales) |
|                                         |                                 |
| vyšší dvouděložné (Eudicots, Rosopsida) | ►                               |
|                                         | ►                               |

|                        | kanelotvaré (Canellales) |
|                        |                          |
| pepřotvaré (Piperales) | ►                        |
|                        | ►                        |

|  | vavřínotvaré (Laurales)      |
|  |                              |
|  | šácholanotvaré (Magnoliales) |
|  |                              |

|                        | kanelotvaré (Canellales) |
|                        |                          |
| pepřotvaré (Piperales) | ►                        |
|                        | ►                        |

|  | vavřínotvaré (Laurales)      |
|  |                              |
|  | šácholanotvaré (Magnoliales) |
|  |                              |

|                        | kanelotvaré (Canellales) |
|                        |                          |
| pepřotvaré (Piperales) | ►                        |
|                        | ►                        |

|  | vavřínotvaré (Laurales)      |
|  |                              |
|  | šácholanotvaré (Magnoliales) |
|  |                              |

|                        | kanelotvaré (Canellales) |
|                        |                          |
| pepřotvaré (Piperales) | ►                        |
|                        | ►                        |

|  | vavřínotvaré (Laurales)      |
|  |                              |
|  | šácholanotvaré (Magnoliales) |
|  |                              |

| jednoděložné (Monocots, Liliopsida)     | ► |
|                                         | ► |
|                                         | \| \| růžkatcotvaré (Ceratophyllales) \| \| \| \| \| vyšší dvouděložné (Eudicots, Rosopsida) \| ► \| \| \| ► \| |
|                                         | |
|                                         | růžkatcotvaré (Ceratophyllales)                                                                                 |
|                                         | |
| vyšší dvouděložné (Eudicots, Rosopsida) | ► |
|                                         | ► |

|                                         | růžkatcotvaré (Ceratophyllales) |
|                                         |                                 |
| vyšší dvouděložné (Eudicots, Rosopsida) | ►                               |
|                                         | ►                               |

|                        | kanelotvaré (Canellales) |
|                        |                          |
| pepřotvaré (Piperales) | ►                        |
|                        | ►                        |

|  | vavřínotvaré (Laurales)      |
|  |                              |
|  | šácholanotvaré (Magnoliales) |
|  |                              |

|                        | kanelotvaré (Canellales) |
|                        |                          |
| pepřotvaré (Piperales) | ►                        |
|                        | ►                        |

|  | vavřínotvaré (Laurales)      |
|  |                              |
|  | šácholanotvaré (Magnoliales) |
|  |                              |

|                        | kanelotvaré (Canellales) |
|                        |                          |
| pepřotvaré (Piperales) | ►                        |
|                        | ►                        |

|  | vavřínotvaré (Laurales)      |
|  |                              |
|  | šácholanotvaré (Magnoliales) |
|  |                              |

|                        | kanelotvaré (Canellales) |
|                        |                          |
| pepřotvaré (Piperales) | ►                        |
|                        | ►                        |

|  | vavřínotvaré (Laurales)      |
|  |                              |
|  | šácholanotvaré (Magnoliales) |
|  |                              |

| jednoděložné (Monocots, Liliopsida)     | ► |
|                                         | ► |
|                                         | \| \| růžkatcotvaré (Ceratophyllales) \| \| \| \| \| vyšší dvouděložné (Eudicots, Rosopsida) \| ► \| \| \| ► \| |
|                                         | |
|                                         | růžkatcotvaré (Ceratophyllales)                                                                                 |
|                                         | |
| vyšší dvouděložné (Eudicots, Rosopsida) | ► |
|                                         | ► |

|                                         | růžkatcotvaré (Ceratophyllales) |
|                                         |                                 |
| vyšší dvouděložné (Eudicots, Rosopsida) | ►                               |
|                                         | ►                               |

|                        | kanelotvaré (Canellales) |
|                        |                          |
| pepřotvaré (Piperales) | ►                        |
|                        | ►                        |

|  | vavřínotvaré (Laurales)      |
|  |                              |
|  | šácholanotvaré (Magnoliales) |
|  |                              |

|                        | kanelotvaré (Canellales) |
|                        |                          |
| pepřotvaré (Piperales) | ►                        |
|                        | ►                        |

|  | vavřínotvaré (Laurales)      |
|  |                              |
|  | šácholanotvaré (Magnoliales) |
|  |                              |

|                        | kanelotvaré (Canellales) |
|                        |                          |
| pepřotvaré (Piperales) | ►                        |
|                        | ►                        |

|  | vavřínotvaré (Laurales)      |
|  |                              |
|  | šácholanotvaré (Magnoliales) |
|  |                              |

|                        | kanelotvaré (Canellales) |
|                        |                          |
| pepřotvaré (Piperales) | ►                        |
|                        | ►                        |

|  | vavřínotvaré (Laurales)      |
|  |                              |
|  | šácholanotvaré (Magnoliales) |
|  |                              |

| jednoděložné (Monocots, Liliopsida)     | ► |
|                                         | ► |
|                                         | \| \| růžkatcotvaré (Ceratophyllales) \| \| \| \| \| vyšší dvouděložné (Eudicots, Rosopsida) \| ► \| \| \| ► \| |
|                                         | |
|                                         | růžkatcotvaré (Ceratophyllales)                                                                                 |
|                                         | |
| vyšší dvouděložné (Eudicots, Rosopsida) | ► |
|                                         | ► |

|                                         | růžkatcotvaré (Ceratophyllales) |
|                                         |                                 |
| vyšší dvouděložné (Eudicots, Rosopsida) | ►                               |
|                                         | ►                               |

|                        | kanelotvaré (Canellales) |
|                        |                          |
| pepřotvaré (Piperales) | ►                        |
|                        | ►                        |

|  | vavřínotvaré (Laurales)      |
|  |                              |
|  | šácholanotvaré (Magnoliales) |
|  |                              |

|                        | kanelotvaré (Canellales) |
|                        |                          |
| pepřotvaré (Piperales) | ►                        |
|                        | ►                        |

|  | vavřínotvaré (Laurales)      |
|  |                              |
|  | šácholanotvaré (Magnoliales) |
|  |                              |

|                        | kanelotvaré (Canellales) |
|                        |                          |
| pepřotvaré (Piperales) | ►                        |
|                        | ►                        |

|  | vavřínotvaré (Laurales)      |
|  |                              |
|  | šácholanotvaré (Magnoliales) |
|  |                              |

|                        | kanelotvaré (Canellales) |
|                        |                          |
| pepřotvaré (Piperales) | ►                        |
|                        | ►                        |

|  | vavřínotvaré (Laurales)      |
|  |                              |
|  | šácholanotvaré (Magnoliales) |
|  |                              |

| jednoděložné (Monocots, Liliopsida)     | ► |
|                                         | ► |
|                                         | \| \| růžkatcotvaré (Ceratophyllales) \| \| \| \| \| vyšší dvouděložné (Eudicots, Rosopsida) \| ► \| \| \| ► \| |
|                                         | |
|                                         | růžkatcotvaré (Ceratophyllales)                                                                                 |
|                                         | |
| vyšší dvouděložné (Eudicots, Rosopsida) | ► |
|                                         | ► |

|                                         | růžkatcotvaré (Ceratophyllales) |
|                                         |                                 |
| vyšší dvouděložné (Eudicots, Rosopsida) | ►                               |
|                                         | ►                               |

|                        | kanelotvaré (Canellales) |
|                        |                          |
| pepřotvaré (Piperales) | ►                        |
|                        | ►                        |

|  | vavřínotvaré (Laurales)      |
|  |                              |
|  | šácholanotvaré (Magnoliales) |
|  |                              |

|                        | kanelotvaré (Canellales) |
|                        |                          |
| pepřotvaré (Piperales) | ►                        |
|                        | ►                        |

|  | vavřínotvaré (Laurales)      |
|  |                              |
|  | šácholanotvaré (Magnoliales) |
|  |                              |

|                        | kanelotvaré (Canellales) |
|                        |                          |
| pepřotvaré (Piperales) | ►                        |
|                        | ►                        |

|  | vavřínotvaré (Laurales)      |
|  |                              |
|  | šácholanotvaré (Magnoliales) |
|  |                              |

|                        | kanelotvaré (Canellales) |
|                        |                          |
| pepřotvaré (Piperales) | ►                        |
|                        | ►                        |

|  | vavřínotvaré (Laurales)      |
|  |                              |
|  | šácholanotvaré (Magnoliales) |
|  |                              |

| jednoděložné (Monocots, Liliopsida)     | ► |
|                                         | ► |
|                                         | \| \| růžkatcotvaré (Ceratophyllales) \| \| \| \| \| vyšší dvouděložné (Eudicots, Rosopsida) \| ► \| \| \| ► \| |
|                                         | |
|                                         | růžkatcotvaré (Ceratophyllales)                                                                                 |
|                                         | |
| vyšší dvouděložné (Eudicots, Rosopsida) | ► |
|                                         | ► |

|                                         | růžkatcotvaré (Ceratophyllales) |
|                                         |                                 |
| vyšší dvouděložné (Eudicots, Rosopsida) | ►                               |
|                                         | ►                               |

|                        | kanelotvaré (Canellales) |
|                        |                          |
| pepřotvaré (Piperales) | ►                        |
|                        | ►                        |

|  | vavřínotvaré (Laurales)      |
|  |                              |
|  | šácholanotvaré (Magnoliales) |
|  |                              |

|                        | kanelotvaré (Canellales) |
|                        |                          |
| pepřotvaré (Piperales) | ►                        |
|                        | ►                        |

|  | vavřínotvaré (Laurales)      |
|  |                              |
|  | šácholanotvaré (Magnoliales) |
|  |                              |

|                        | kanelotvaré (Canellales) |
|                        |                          |
| pepřotvaré (Piperales) | ►                        |
|                        | ►                        |

|  | vavřínotvaré (Laurales)      |
|  |                              |
|  | šácholanotvaré (Magnoliales) |
|  |                              |

|                        | kanelotvaré (Canellales) |
|                        |                          |
| pepřotvaré (Piperales) | ►                        |
|                        | ►                        |

|  | vavřínotvaré (Laurales)      |
|  |                              |
|  | šácholanotvaré (Magnoliales) |
|  |                              |

| jednoděložné (Monocots, Liliopsida)     | ► |
|                                         | ► |
|                                         | \| \| růžkatcotvaré (Ceratophyllales) \| \| \| \| \| vyšší dvouděložné (Eudicots, Rosopsida) \| ► \| \| \| ► \| |
|                                         | |
|                                         | růžkatcotvaré (Ceratophyllales)                                                                                 |
|                                         | |
| vyšší dvouděložné (Eudicots, Rosopsida) | ► |
|                                         | ► |

|                                         | růžkatcotvaré (Ceratophyllales) |
|                                         |                                 |
| vyšší dvouděložné (Eudicots, Rosopsida) | ►                               |
|                                         | ►                               |